# Wolfgang Linder
Wolfgang Linder (* 7. August 1961 in Rankweil/Vorarlberg) ist ein österreichischer Schriftsteller und Kabarettist.

## Leben
Wolfgang Linder besuchte ein Gymnasium in Feldkirch und studierte anschließend Germanistik, Romanistik, Philosophie und Theologie an der Universität Innsbruck. Es folgten längere Aufenthalte in Frankreich, Spanien und Mexiko. Nach seiner Rückkehr nach Österreich war Linder zeitweise als Lehrer und Landwirt tätig. Ab Mitte der Neunzigerjahre veranstaltete er szenische Lesungen, Theaterkurse für Kinder und Kabarettaufführungen. Seit 1998 lebt er als freier Schriftsteller mit seiner Familie in Hohenems. Neben seiner schriftstellerischen Tätigkeit tritt er gemeinsam mit seiner Frau Susanne Brutter in eigenen Kabarettprogrammen auf.
Wolfgang Linder ist Verfasser von Erzählungen, Hörspielen und Kabarett-Texten.

## Auszeichnungen
- 1980 Preis für Kurzprosa des PEN-Club Liechtenstein
- 1983 Ernst-Willner-Preis beim Ingeborg-Bachmann-Wettbewerb

## Werke
- Steinschlag auf Schlag, Zürich 1983
- Und trotzdem reifen die Brombeeren, Weitra 1999
- Feuermann und die Schnecken, Weitra 2001